# Nicolas Changarnier

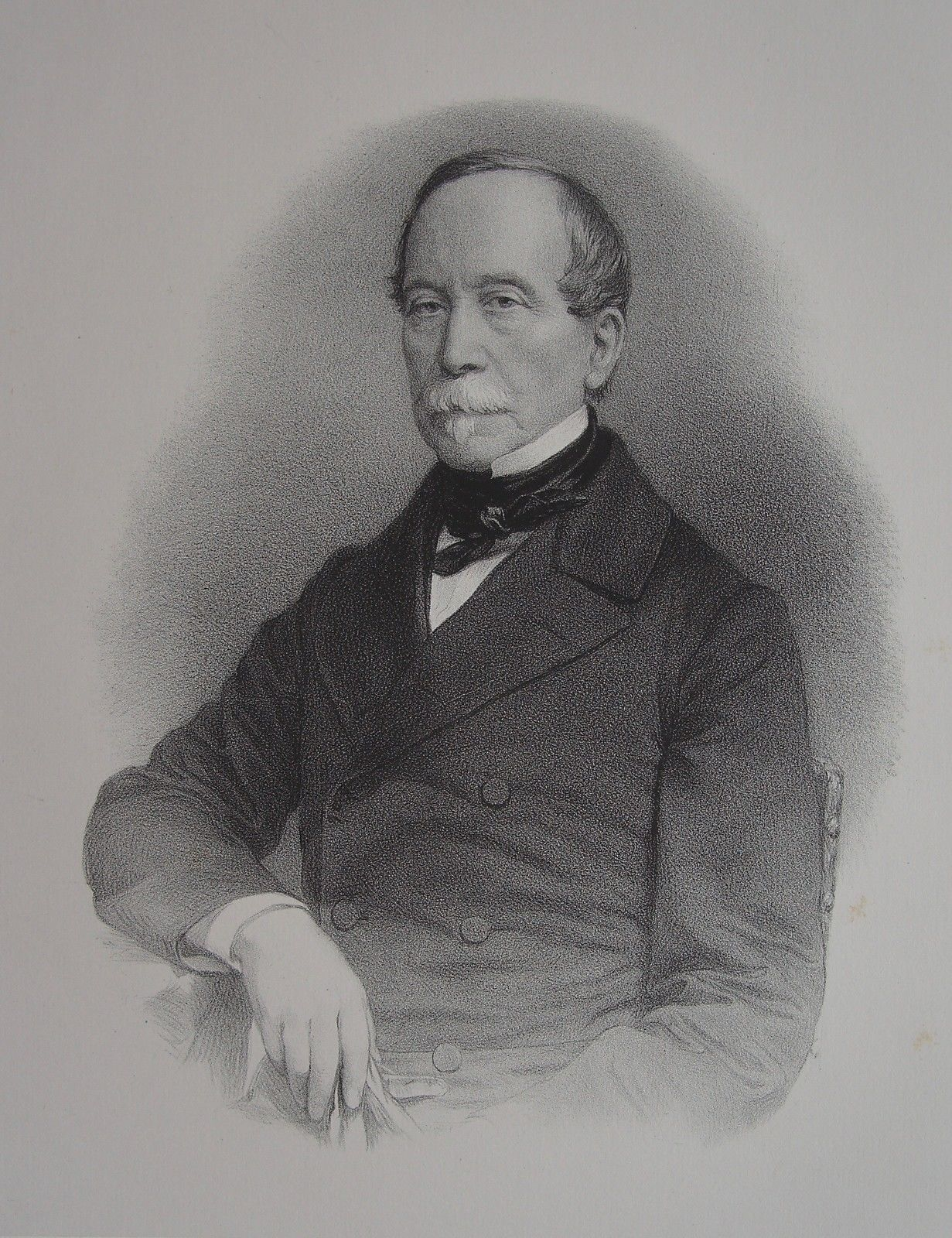
General Nicolas Changarnier

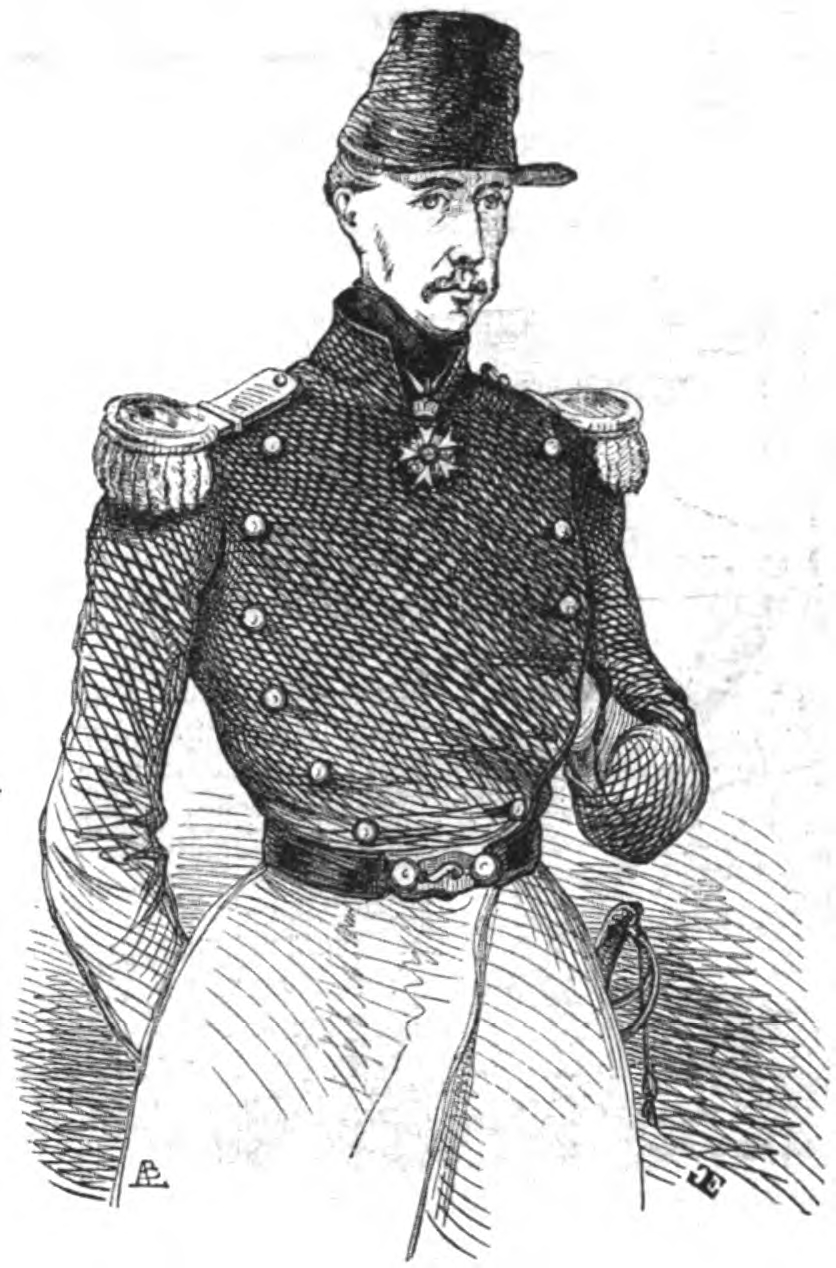
Changarnier, Karikatur 1844

Nicolas Anne Théodule Changarnier (* 26. April 1793 in Autun, Département Saône-et-Loire; † 14. Februar 1877 in Versailles, Département Seine-et-Oise) war ein französischer Général de division.

## Leben
Nicolas Changarnier kam bereits als Kadett an die Militärschule von Saint-Cyr und erhielt dort eine umfassende militärische Ausbildung. Er trat 1815 als Sous-lieutenant in die königliche Garde ein und ging als Capitaine 1830 nach Algerien. Dort war Changarnier am 13. Oktober 1837 maßgeblich an der Eroberung von Constantine beteiligt.
Als Chef de bataillon leistete Changarnier auf dem Rückzug bedeutende Dienste und avancierte allmählich, indem er 18 Jahre lang fast alle Gefechte der französischen Armee in Algerien mitgemacht hatte, über Colonel und Général de brigade zum Général de division.
Im Februar 1848 übernahm Changarnier anstelle von Gouverneur Louis-Eugène Cavaignac eine Zeit lang die provisorische Regierung von Algerien, gab das jedoch bald wieder auf, da er vom Departement Seine in die Nationalversammlung gewählt wurde. Er wurde in Paris Befehlshaber der Nationalgarde und bald darauf der 1. Militärdivision. Er verhinderte am 29. Januar 1849 sowie am 13. Juni die Schilderhebung der Republikaner und Sozialisten.
Allgemein galt er für das Schwert der monarchischen Partei und zwar der Orléans. Wegen seiner Opposition gegen den Prinz-Präsidenten Louis Napoleon wurde er im Januar 1851 des Oberbefehls über die Pariser Truppen enthoben und in der Nacht vor dem Staatsstreich des 2. Dezember mit anderen republikanischen Generalen verhaftet.
Durch Dekret vom 9. Januar 1852 aus Frankreich verbannt, lebte er bis zur allgemeinen Amnestie in Mechelen. Im Deutsch-Französischen Krieg von 1870/71 bot er dem Kriegsministerium seine Dienste an, erhielt aber kein Kommando; doch berief ihn der Kaiser am 8. August in sein Hauptquartier nach Metz, um seine Ratschläge anzuhören. Changarnier blieb mit der eingeschlossenen Armee unter Befehl von Marschall François-Achille Bazaine in der Festung Metz, nahm am Kriegsrat teil, unterhandelte im Auftrag Bazaines am 25. Oktober vergeblich mit dem Prinzen Friedrich Karl Nikolaus von Preußen über einen Waffenstillstand oder freien Abzug der Armee nach Algerien und unterzeichnete schließlich mit den übrigen Kommandeuren die Kapitulation.
Er wurde nach dem Krieg Mitglied des Kriegsgerichts, welches das Verhalten mehrerer Generale zu untersuchen hatte. Als Mitglied der Nationalversammlung schloss sich Changarnier einer Gruppe an, welche die Linke aufs Schärfste angriff und damit wesentlich zum Sturz von Präsident Adolphe Thiers beitrug. An dem Versuch, die Monarchie herzustellen, beteiligte er sich 1873 mit großem Eifer, bekämpfte 1875 die Verfassung der III. Republik und schloss sich der ultramontanen Partei an. 1875 trat er als Sénateur inamovible einen lebenslangen Sitz im Senat an.
Changarnier war als Großoffizier der Ehrenlegion ausgezeichnet. Im Alter von 84 Jahren starb er am 14. Februar 1877 in Versailles.
Karl Marx bezeichnet in seinem Werk Die Klassenkämpfe in Frankreich 1848 bis 1850 den deutschstämmigen General Maximilian Georg Joseph Neumayer als den rechten Arm Changarniers.

## Werke
- Mémoires du Général Changarnier. Campagnes du l’Afrique 1830–1848. Berger-Levrault, Paris 1930.
- Die Reorganisation der französischen Armee. Verlag Aue, Stuttgart 1867.